# Giuseppe Siciliani
Giuseppe Siciliani (Cirò, 18 giugno 1951) è un medico e politico italiano.

## Biografia
Nato a Cirò (Crotone) il 18 giugno 1951, ha da sempre vissuto a Roma dove ha compiuto gli studi classici e poi quelli universitari. Nel 1968 si è iscritto alla Facoltà di Medicina e Chirurgia dell'Università "La Sapienza" di Roma, presso la quale si è laureato con in Medicina e Chirurgia per poi specializzarsi in Odontoiatria e Protesi dentaria.
Appena specializzato in odontostomatologia ha iniziato la carriera universitaria come assistente incaricato (1978) e poi come ricercatore (1980) presso la Clinica Odontoiatrica dell'Università "La Sapienza" di Roma, dove ha inoltre insegnato ortodonzia nella Scuola di Specializzazione in Odontoiatria diretta dal prof. Grippaudo e nei corsi di perfezionamento in Pedodonzia diretto dal prof. Dolci e di Ortognatodonzia diretto dalla prof.ssa Colangelo. I suoi campi di ricerca sono l'estetica in ortodonzia, Invisalign, tecnica linguale e accelerazione del movimento ortodontico.
Nel 1986 ha vinto un concorso per professore associato di ortodonzia, ottenendo un posto all'Università "Tor Vergata" di Roma. Nel 1988 è stato docente negli Stati Uniti presso la Tweed Foundation for Orthodontic Research.
Nel 1989 ha vinto un concorso pubblico per professore ordinario presso l'Università di Ferrara, presso la quale da allora è professore ordinario di ortodonzia. Dal 1990 ricopre, all'interno dello stesso ateneo, la carica di direttore della Scuola di Specializzazione in Ortodonzia e, dal 1991, anche la carica di presidente del corso di laurea in Odontoiatria e Protesi Dentaria.
Dal 1992 è stato nominato dal Ministro dell'Università membro del Comitato Europeo per l'odontoiatria (riconfermato per tre anni nel 1995). Dal 1986 al 1994 è stato consulente nazionale dell'Assilt, il fondo Telecom di cui ha coordinato la campagna di ortodonzia.
Nel 1994 ha deciso di intraprendere la carriera politica candidandosi alle elezioni politiche col Patto Segni, venendo eletto deputato nella XII Legislatura all'interno del Gruppo misto. Termina la propria esperienza parlamentare nel 1996.
Nel 2002 è eletto presidente della Società Italiana di Ortodonzia (SIDO) per il biennio 2004-2005. Nel 2008 ha fondato l'Accademia Italiana di Ortodonzia. 
Dal 16 maggio 2012 al 15 ottobre 2013 è stato consigliere comunale del Comune di Cirò.
Dal 2021 è in quiescenza come professore ordinario e l'Università di Ferrara lo ha nominato "Professore Emerito".